# Tony Morgan
Arthur William Crawford "Tony" Morgan (24 de agosto de 1931) é um velejador britânico, medalhista olímpico. Ele competiu nos Jogos Olímpicos de Verão de 1964 na classe Flying Dutchman e conquistou a medalha de prata, ao lado de Keith Musto.
Morgan e Musto venceram o Campeonato Europeu Flying Dutchman em 1964 e terminaram em segundo lugar em 1966. Após seu sucesso olímpico, eles foram nomeados conjuntamente Velejadores do Ano pela Yachting Journalists' Association em 1964. Morgan foi membro do Conselho do Royal Yachting Association de 1968 a 1972 e membro do British Olympic Yachting Appeal de 1970 a 1972.
Após sua carreira no iatismo, Morgan atuou como diretor e presidente em vários fundos de capital de risco e empresas de energia renovável, como Purle Bros, Redland, Morgan Hemingway, Wimpey Waste Management, Wistech, Re-Energy e Octopus Investment. Foi membro do Conselho de Governadores da BBC de 1972 a 1977, bem como membro da Campanha pela Social Democracia e do Comitê Nacional para a Reforma Eleitoral durante a década de 1970. De 1984 a 1989, atuou como presidente do Hunger Project Trust. Em 1992, foi nomeado CEO da The Industrial Society, cargo que ocupou até 2000. É presidente da instituição de caridade Youth at Risk desde 1992.